# S/2017 J 9
S/2017 J 9, o Júpiter LXX, es un satélite natural externo de Júpiter. Fue descubierto por Scott S. Sheppard y su equipo en 2017, pero no se anunció hasta el 17 de julio de 2018 a través de Minor Planet Electronic Circular del Minor Planet Center. Tiene aproximadamente 3 kilómetros de diámetro y orbita en un semieje mayor de aproximadamente 21.487.000 km con una inclinación de aproximadamente 152,7°. Pertenece al grupo de Ananke.